# Marile Lacuri (America de Nord)

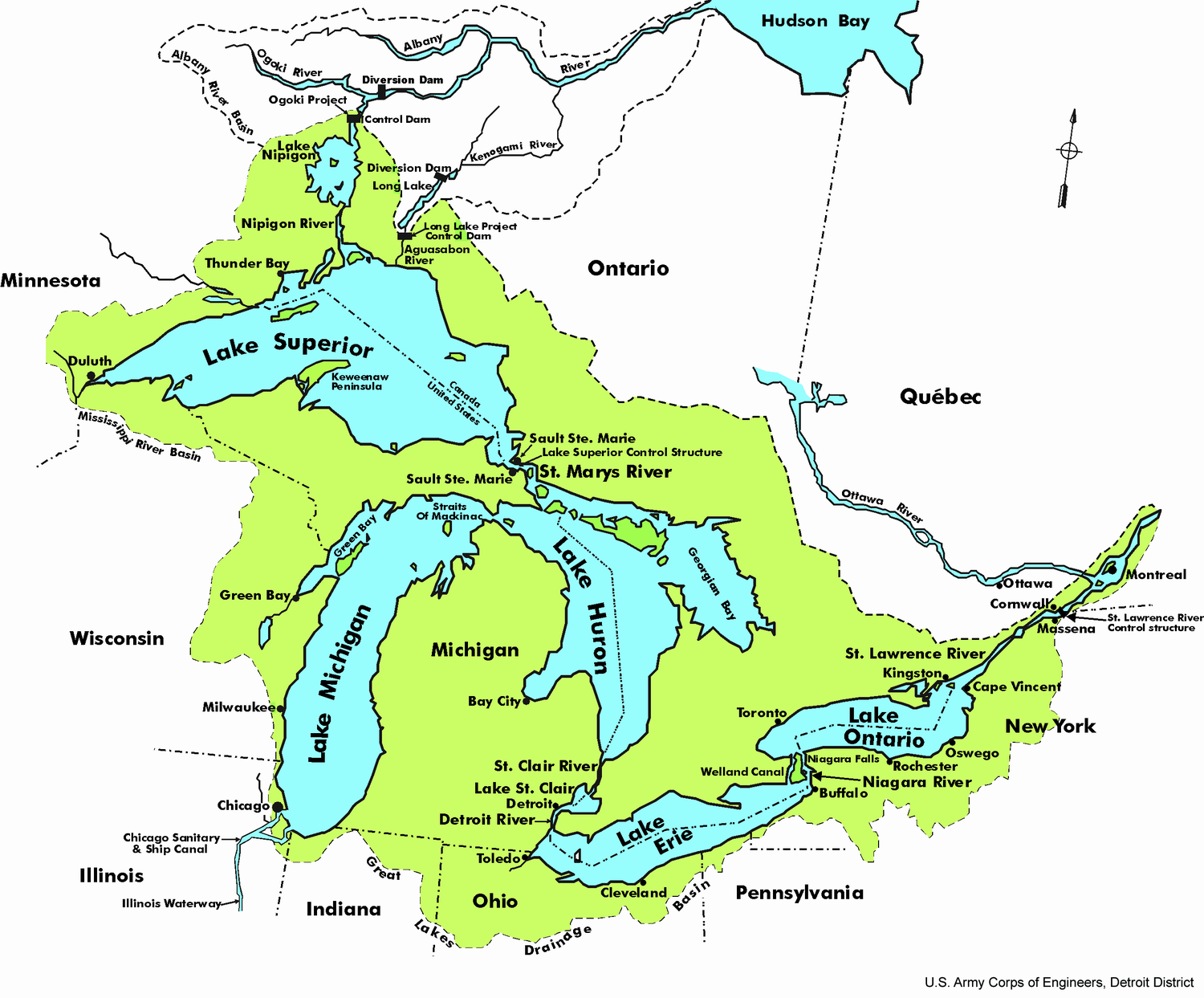
Harta Marilor Lacuri

Marile Lacuri (în engleză Great Lakes) formează un grup de cinci vaste lacuri cu apă dulce din America de Nord, având o suprafață totală de 245.000 km2, fiind cea mai mare suprafață de apă dulce. Din punct de vedere al volumului însă, sistemul Marilor Lacuri se situează pe locul 2, după Lacul Baikal, acesta fiind cel mai adânc lac din lume: -1637 m. Diferența de altitudine dintre lacuri este de cca. 110 m, cea mai mare parte din ea înregistrându-se la trecerea dintre Lacul Erie și Lacul Ontario prin Cascada Niagara. 
- Lacul Superior (Lake Superior)
- Lacul Michigan (Lake Michigan)
- Lacul Huron (Lake Huron)
- Lacul Erie (Lake Erie)
- Lacul Ontario (Lake Ontario)

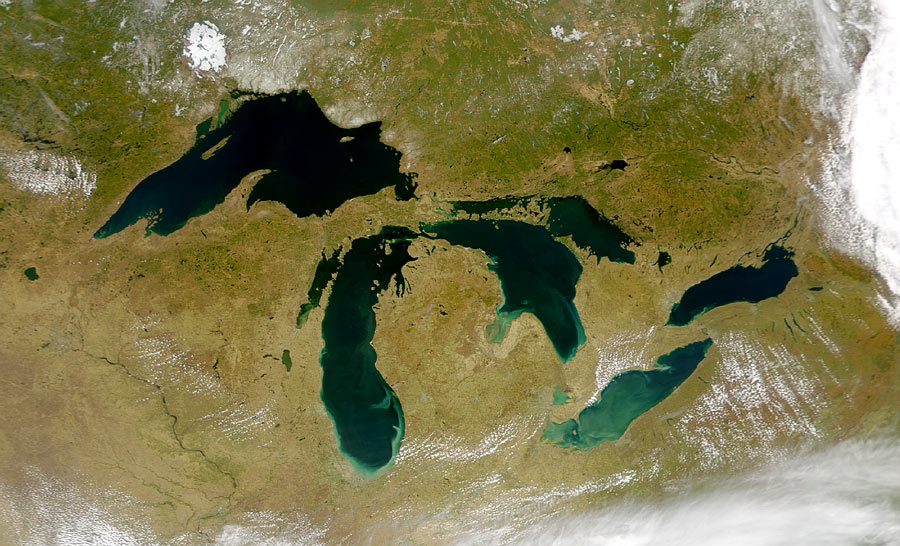
Marile Lacuri - vedere din satelit

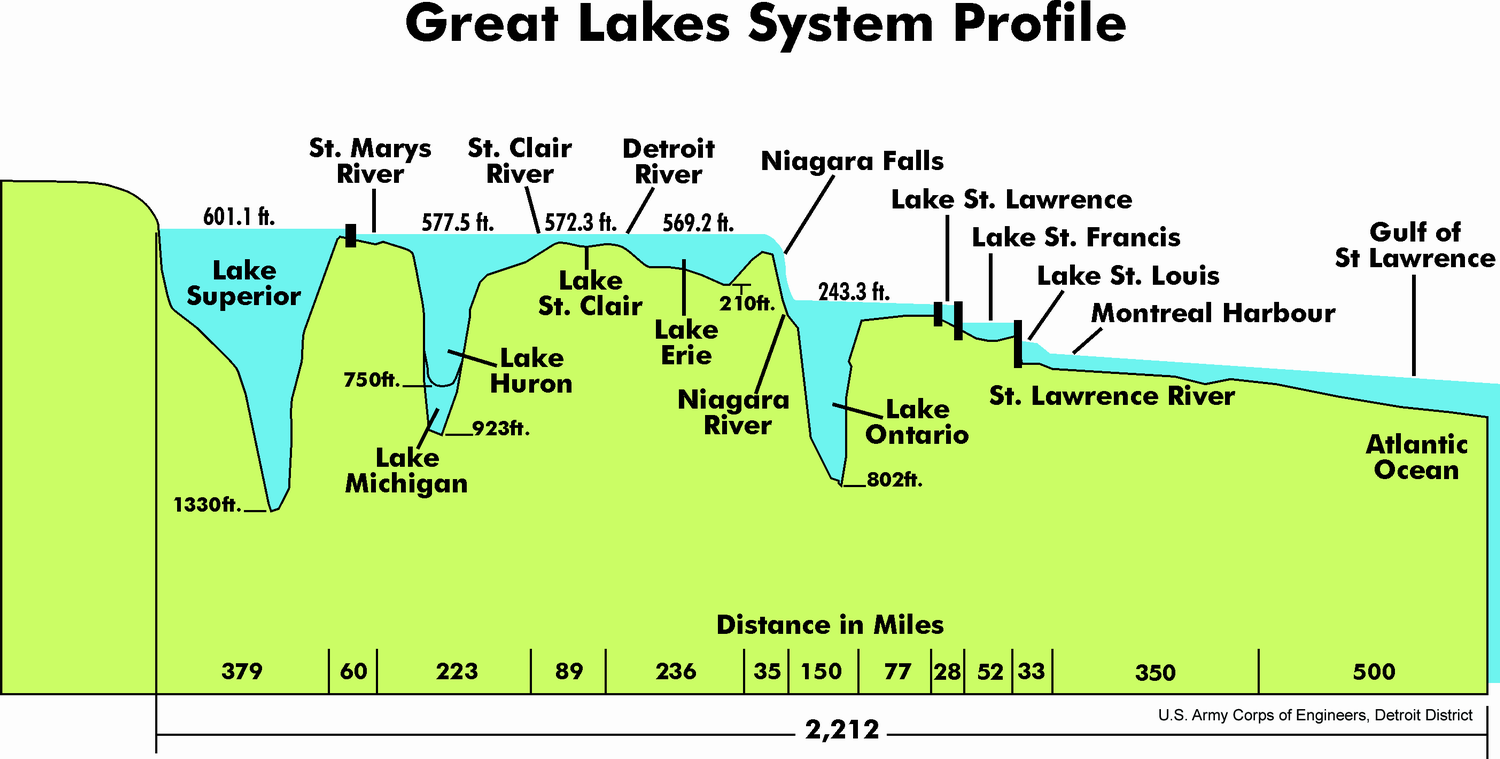
Marile Lacuri - secțiune transversală

Din cauza suprafețelor mari de apă, pe lacuri se înregistrează maree.
Singurul lac care se găsește în întregime pe teritoriul SUA este Lacul Michigan, celelalte sunt traversate de granița canadiano-americană. Marile Lacuri se varsă în Oceanul Atlantic prin fluviul Sfântul Laurențiu. 
Prin Canalul Navigabil Illinois și Intracoastal Waterway s-a realizat posibilitatea navigării cu vaporul până pe fluviul Mississippi.
Marile Lacuri sunt un rezervor important de apă pentru SUA și Canada. Prin creșterea populației din această regiune a crescut și gradul de poluare, iar un alt factor de dezechilibru ecologic este aducerea în regiune a unor specii străine de animale și plante. În anul 1978 s-a semnat între SUA și Canada un acord de protecție a apelor.

## Istorie
Marile Lacuri au fost formate prin eroziune și depunere în timpul repetatelor avansări și retrageri ale ghețurilor din timpul Pleistocenului (cea mai recentă eră glaciară), care a luat sfârșit cu circa 10.000 de ani în urmă. Până atunci, zona ocupată acum de Lacul Superior era alcătuită din văi largi și sisteme de râuri, iar regiunea actuală a lacurilor era probabil o câmpie. 
Lacurile sunt așezate la sud-vest de marginile Scutul Canadian o zonă de roci dure care se întinde spre sud din centrul lacului Ontario, până în nordul Minnesotei, Wisconsinului și al Michiganului. În timpul erei glaciare, ghețarii au erodat rocile mai moi de la marginea Scutului și au depozitat o parte din acest material în sudul lacurilor. Aceste depozite au barat orice scurgere care s-ar fi orientat către sud. La sfârșitul Erei Glaciare ghețarii au prevenit vărsarea către nord-est prin Fluviul Sfântul Laurențiu, și numeroase canale s-au format pe măsură ce apa și-a căutat alte drumuri spre mare. În cele din urmă unele dintre aceste canale naturale au fost exploatate pentru construirea unora artificiale, navigabile - Canalul Navigabil Illinois, Canalul Erie (între lacul Erie și fluviul Hudson), Canalul Champlain și Canalul Trent-Severn (între lacurile Ontario și Huron).
Primii europeni care au călătorit până la lacuri au fost misionarii și exploratorii francezi, între anii 1500 și 1600: Jacques Cartier, Étienne Brûlé,Samuel de Champlain, René-Robert Cavelier, Sieur de la Salle și Jean Nicolet.

## Insule
În Marile Lacuri se află peste 35.000 de insule respectiv grupe de insule. În partea canadiană a Lacului Huron (Lake Huron) se găsește de pildă insula Manitoulin cu suprafața de 2.766 km2, fiind cea mai mare insulă dintr-un lac, de pe glob.